# Erik Fetter
Erik Fetter (Budapest, 5 aprile 2000) è un ciclista su strada e mountain biker ungherese che corre per il Team United Shipping.

## Palmarès

### Strada
- 2021 (Eolo-Kometa Cycling Team, due vittorie)

Campionati ungheresi, Prova a cronometro
4ª tappa Tour du Limousin (Sauviat-sur-Vige > Limoges)
- 2022 (Eolo-Kometa Cycling Team, una vittoria)

Campionati ungheresi, Prova a cronometro
- 2025 (Team United Shipping, una vittoria)

1ª tappa Istrian Spring Trophy (Parenzo > Fontane)

#### Altri successi
- 2022 (Eolo-Kometa Cycling Team)

Classifica giovani Okolo Jižních Čech

## Piazzamenti

### Grandi Giri
- Giro d'Italia

2022: 83°
2023: ritirato (10ª tappa)

### Classiche monumento
- Giro di Lombardia

2021: ritirato
2022: 103º
2023: 46º

### Competizioni mondiali
- Campionati del mondo su strada

Yorkshire 2019 - In linea Under-23: ritirato
Fiandre 2021 - Cronometro Under-23: 14º
Fiandre 2021 - In linea Under-23: 40º
Wollongong 2022 - In linea Under-23: 12º
- Campionati del mondo di mountain bike

Cairns 2017 - Staffetta a squadre: 9º
- Campionati del mondo di ciclocross

Bieles 2017 - Juniores: 29º

### Competizioni europee
- Campionati europei su strada

Trento 2021 - Cronometro Under-23: 21º
Trento 2021 - In linea Under-23: 4º
Sangalhos 2022 - Cronometro Under-23: 27º
Acadia 2022 - In linea Under-23: 4º
Drenthe 2023 - In linea Elite: 43º
- Campionati europei di mountain bike

Darfo Boario Terme 2017 - Staffetta a squadre: 6º
Graz-Stattegg 2018 - Staffetta a squadre: 10º
Brno 2019 - Staffetta a squadre: 9º
- Campionati europei di ciclocross

Tábor 2017 - Juniores: 38º